# Raabtalbäche
Raabtalbäche este o arie protejată (sit de importanță comunitară — SCI) din Austria întinsă pe o suprafață de 21,52 ha, integral pe uscat.

## Localizare
Centrul sitului Raabtalbäche este situat la coordonatele 46°56′56″N 15°50′21″E / 46.9488°N 15.8393°E.

## Înființare
Situl Raabtalbäche a fost declarat sit de importanță comunitară în decembrie 2018 pentru a proteja 1 specie de animale.

## Biodiversitate
Situată în ecoregiunea continentală, aria protejată nu include niciun habitat protejat.
La baza desemnării sitului se află o specie protejată de  nevertebrate: Coenagrion ornatum.